# José Ángel Corral
José Ángel Corral es un deportista español que compitió en natación adaptada. Ganó una medalla de plata en los Juegos Paralímpicos de Seúl 1988 en la prueba de 200 m estilos (clase B2).

## Palmarés internacional
| Juegos Paralímpicos | Juegos Paralímpicos  | Juegos Paralímpicos | Juegos Paralímpicos |
| Año                 | Lugar                | Medalla             | Prueba              |
| ------------------- | -------------------- | ------------------- | ------------------- |
| 1988                | Seúl (Corea del Sur) | Medalla de plata    | 200 m estilos B2    |